# Vật thể gần Trái Đất

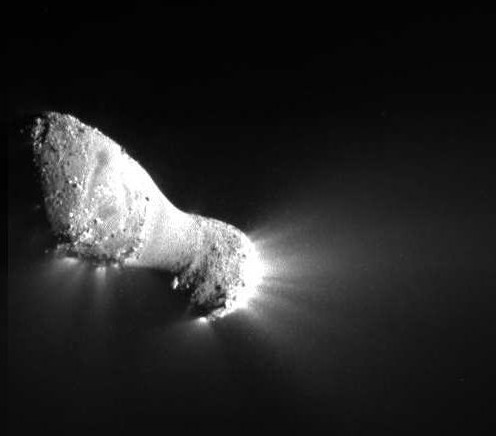
Sao chổi 103P/Hartley, được nhìn thấy từ tàu thăm dò Deep Impact của NASA.

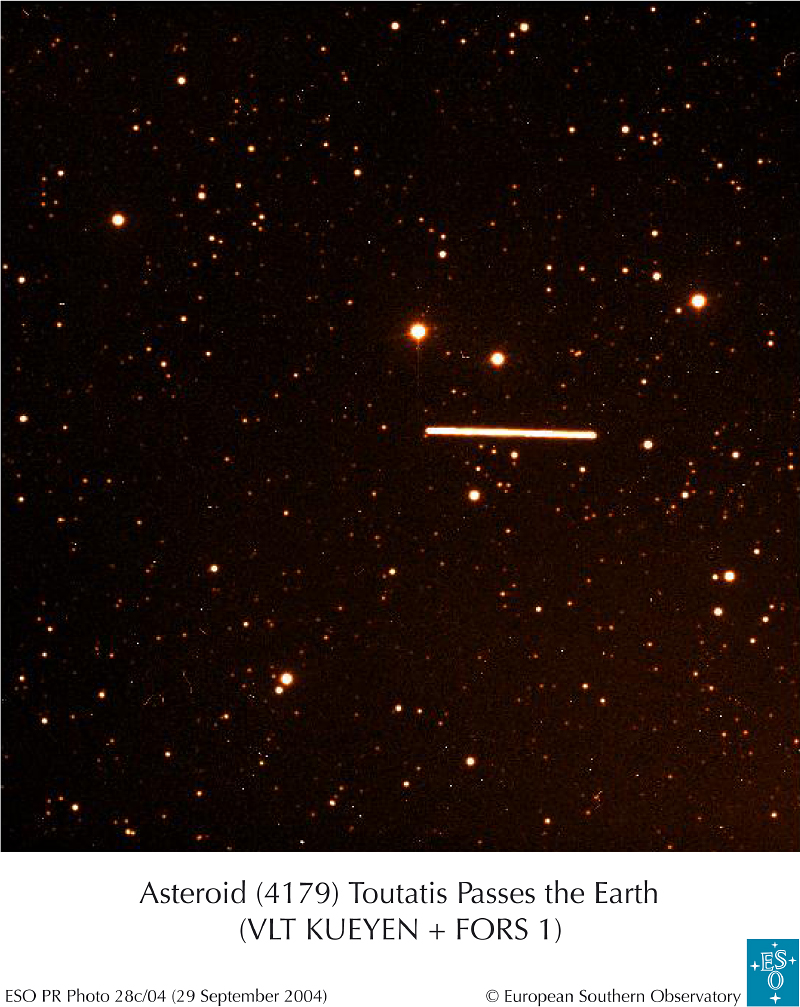
Tiểu hành tinh Toutatis từ đài quan sát Paranal.

Vật thể gần Trái Đất (NEO) là vật thể thuộc Hệ Mặt Trời mà quỹ đạo của nó mang nó đến gần Trái Đất. Mọi NEO phải có điểm cận nhật nhỏ hơn 1,3 AU. Chúng bao gồm vài nghìn tiểu hành tinh gần Trái Đất (NEA), các sao chổi gần Trái Đất, và một số tàu không gian bay quanh Mặt Trời, cũng như một số thiên thạch đủ lớn cần theo dõi trước khi chúng rơi xuống Trái Đất. Nhiều nhà khoa học đồng thuận rằng các va chạm trong quá khứ có một vai trò quan trọng ảnh hưởng đến lịch sử địa chất và sinh học của Trái Đất. NEO dần nhận được sự quan tâm từ thập niên 1980 bởi sự cảnh báo về nguy hiểm tiềm ẩn của một số tiểu hành tinh hay sao chổi có quỹ đạo rất gần Trái Đất, và các hoạt động nghiên cứu theo dõi chúng bắt đầu tăng lên. Những NEO ở tương đối gần Trái Đất sẽ được phân loại là vật thể có khả năng gây nguy hiểm.
Các tiểu hành tinh thuộc nhóm NEO có quỹ đạo trong khoảng 0,983 đến 1,3 AU tính đến Mặt Trời. Khi phát hiện một NEA, nó sẽ được thông báo đến trung tâm "Minor Planet Center" (thuộc Trung tâm thiên văn vật lý Harvard–Smithsonian) nhằm lưu trữ dữ liệu và phân loại. Có vài quỹ đạo của các tiểu hành tinh NEA cắt qua quỹ đạo Trái Đất gây ra những hiểm họa trong tương lai. Hoa Kỳ, Liên minh châu Âu, và các quốc gia khác hiện tại đang có những chương trình quét dò NEO bằng tín hiệu radar nhằm sớm phát hiện và đưa ra cảnh báo, hay các chương trình bảo vệ không gian (spaceguard).
Ở Hoa Kỳ, NASA được quốc hội ủy thác cho nhiệm vụ phát hiện, theo dõi và phân loại mọi NEO có đường kính ít nhất 1 kilô mét, do sự va chạm của chúng với Trái Đất có thể gây ra một thảm họa lớn cho hành tinh. Tính đến  tháng 8 năm 2012, đã phát hiện được 848 tiểu hành tinh gần Trái Đất có đường kính lớn hơn 1 km, 154 trong số chúng có khả năng gây nguy hiểm tiềm ẩn (PHAs). Năm 2006 các nhà thiên văn ước lượng rằng còn khoảng 20% tiểu hành tinh gần Trái Đất chưa được phát hiện. Chương trình NEOWISE công bố kết quả vào năm 2011, rằng khoảng 93% vật thể NEA có đường kính lớn hơn 1 km đã được tìm thấy và chỉ còn 70 tiểu hành tinh nguy hiểm chưa bị phát hiện.
Các vật thể có mối nguy hiểm tiềm tàng (PHO) hiện tại được định nghĩa dựa trên các tham số đo lường xu hướng của vật gây nguy hiểm khi nó tiếp cận gần tới Trái Đất. Đa số vật thể với khoảng cách quỹ đạo tối thiểu giao cắt với Trái Đất (MOID) bằng 0,05 AU hoặc ít hơn và có độ sáng biểu kiến (H) bằng 22,0 hoặc sáng hơn (ám chỉ kích thước lớn hơn) được coi là những PHO. Những vật thể không thể tiếp cận Trái Đất gần hơn 0,05 AU (7.500.000 km; 4.600.000 mi), hoặc có đường kính nhỏ hơn 150 m (hay H = 22,0 khi suất phản chiếu giả sử bằng 13%), không thuộc về lớp PHO. Danh mục Vật thể gần Trái Đất của NASA cũng bao gồm các tiểu hành tinh và sao chổi có khoảng cách đo theo khoảng cách từ Trái Đất tới Mặt Trăng, và cách sử dụng này trở thành đơn vị thông dụng trên các phương tiện truyền thông khi đưa tin về các vật thể này.
Các nhà thiên văn đặc biệt chú ý tới một số NEO khi con người có thể thực hiện một số phi vụ bay tới thám hiểm chúng nhờ những lần tiếp cận tới Trái Đất gần hơn cả Mặt Trăng, và do sức hút hấp dẫn nhỏ của chúng, cho phép con người có cơ hội nghiên cứu đặc điểm thành phần của tiểu hành tinh cũng như khả năng khai thác tài nguyên lấy từ chúng trong tương lai. Những đặc điểm này biến chúng trở thành một trong những mục tiêu quan trọng trong các chương trình thám hiểm Hệ Mặt Trời. Cho tới 2014, ba vật thể gần Trái Đất đã được các tàu không gian bay qua đó là 433 Eros bởi một tàu thám hiểm tiểu hành tinh của NASA, 25143 Itokawa, bởi tàu Hayabusa của JAXA, và 4179 Toutatis, bởi tàu Hằng Nga 2 của Trung Quốc.